# 求人
求人（きゅうじん）は、労働力となる者を収集するために行う告知および雇用契約の誘引行為のことである。対義語は「求職」。
以下では特に断り書きがない限り、日本での事例について述べる。

## 概要
一般に、企業・団体など事業者が、雇用したいとする者を、一般の市民（学校卒業見込みの者を含む）から募集することを指す。正社員、アルバイトやパートタイマーなど、雇用形態についても、労働条件と共に募集する際に明示する。
企業などの事業の展開により、人手が足りなくなることがある。軽微な場合は現有スタッフの勤務時間の増加（残業）などで補うことが多いが、実質的に限度があり、また、労働基準法に基づく労使協定（いわゆる36協定）で定める上限時間を超えることはできない。あるいは、定年退職による欠員の補充、また、事業内容によっては特定分野の能力（スキル）を持った者を必要とすることもある。
以上のような場合、事業者は労働力もしくは一定のスキル・ノウハウの確保のため、労働者の雇用の必要性が生じる。

## 年齢制限の撤廃
求人における年齢制限については、2007年10月1日付施行の改正雇用対策法によって基本的に禁止となった。ただし、実態として企業は募集時は年齢制限を設けていなくても、書類選考や面接といった採用の段階で実質的に年齢制限をかける事例が多く見受けられ、法改正後もこうした年齢制限が残る可能性が指摘されている。

## 求人手段
求める人（労働者）の職種により、求人方法は異なっている。一般的なものとしてはハローワーク、職業紹介所、インターネット媒体や紙媒体などがある。

### 歴史
日本では、口利きや手配師（口入屋）などのほか、以下のような求人手段が用いられてきた経緯があり、今も広く活用されている。
- かつてはもっぱら新聞を用いた告知が主力として用いられた。また、比較的安価な労働力などに関しては、新聞折り込みチラシなどの募集が行われた。
- ポスターや看板広告などでの告知
- テレビやラジオなどでの募集告知
- 公共職業安定所（ハローワーク）が開設されると、同組織に求人情報を提出し、求職者が募集企業に直接紹介してもらう方法が確立する。
- 募集者が高等学校、大学や専門学校など学校の就職担当部門に募集要項を届け、学内に掲示してもらい、卒業予定者などを内定者として獲得する手法。
- アルバイト募集（アルバイト求人）に関しては上記の手段のほか、学生援護会という組織の設立以降は同組織に依頼すると、同施設内の壁に掲示され、学生が応募する。
- 病院が医師の求人を行う場合は医局に依頼。家政婦に関しては家政婦紹介所といった手段が確立された。

日本では1980年代になると欧米のエージェンシーに似た業者が出現した。企業のマネジメント層、財務、M&A、法律関連などに詳しい特殊な能力を有する人物、特定分野の高度な技術を持つ人が必要な場合、職業紹介会社やスカウター（いわゆる「ヘッドハンター」）に依頼して探し、採用するようになった。これはやがて職業紹介事業として法整備されるようになり、現在でも行われている。
1980年ごろから有料の求人情報雑誌が登場した。リクルート社が発行する「ビーイング」は、やがて求人方法の代表のひとつとなった。また、「とらばーゆ」、学生援護会の「デューダ」「サリダ」などが発行された。相当な件数が掲載され、ビーイングなどは数百ページにも及ぶ案件を掲載していたが、2000年ころになるとインターネットの普及によってウェブサイト経由での求人が増えるにつれ、発刊部数が減少して掲載案件数も減少し、各紙の休刊が相次いだ。
また、大規模な就職説明会（就職フェア、転職フェア、求人イベント）も開催されるようになった。規模の大きな会場に複数の求人企業が出展し、人事担当者は企業や仕事について求職者に直接説明したほか、求職者も企業担当者から直接情報収集することができる。
やがて、求人専門の無料の冊子（フリーペーパー）が全国各地の主要鉄道駅や書店などで無料配布されるようになり、アルバイトや安価な労働の求人はそれによって行われることが増加した。
2000年以降のブロードバンドインターネット接続の普及によってインターネットの常時接続が一般化すると、自社ウェブサイトでの求人や求人・求職専門ウェブサイト（いわゆる求人ポータル）を使った求人が増加する。情報誌の無料化が進行するのと並行的に、インターネット上の求人情報発信は増加の一途をたどった。
2000年頃からは、もともと求人情報誌の老舗であったリクルート社の「リクナビ」をはじめ、企業がハローワークに申請・登録した求人情報を求職者が検索できる「ハローワークインターネットサービス」などのインターネット求人情報サービスが開始された。また、各社の自社サイトに掲載された求人情報をロボットでかき集めてリスト化して表示する検索エンジン型無料求人サイトも登場した。
また、インターネット上には求人情報掲示板も開設されていく。これは誰でも無料で求人情報を掲示できるもので、「スキン」という技術を用いて投稿内容を自由にデザインできるものである。

## 求人に係わる法規制
いわゆる求人広告による求人は、職業安定法64条に該当する犯罪（1年以下の懲役）を助長する行為となる恐れがある。また、求人業者による中間搾取（労働者基準法6条違反、1年以下の懲役）を助長する犯罪となるリスクが存在する。
合法的に求人を斡旋できる事業者
1. 公共職業安定所
2. 高校・大学の無料職業紹介事業（許可制）
3. 労働組合が斡旋する無料職業紹介事業（許可制）
4. 有料職業紹介事業（許可制）